# 熊猫京京
《熊猫京京》（英語：Jin Jin and the Panda Patrol），是一部中美共同投资、由中方负责制作的系列电视动画长片，共二十六集，由北京金熊猫动画公司和美国萨班国际娱乐有限公司于1994年开始合作，1995年底初步制作完成并在中国中央电视台《动画城》《大风车》等栏目首播。《熊猫京京》讲述了一只叫做京京的熊猫历尽艰辛，到世界各地寻找熊猫乐园的经历，生动曲折，极富传奇和浪漫色彩，主人公充分体现中华民族传统的优良品格，令人难忘。
1992年左右，《熊猫京京》的雏形《熊猫历险记》开始筹备，原定制作52集，于同年6月前夕由北京科学教育电影制片厂和广州悠悠动画制作有限公司联合摄制完成一集试验片《古堡夺命》，并于同年9月至11月在第二届全国影视动画展播期间首映，并获得三等奖。
1994年，《熊猫京京》正式开拍，定为26集，由王柏荣先生担任总导演。这部动画片既是国内各界大协作，也是中美艺术家共同努力的结晶，并且按商业渠道在世界29个国家和地区放映，是中国首次打入国际市场的动画代表作，意义重大。CCTV“六个一百”工程，中国中央电视台青少中心倾力制作。

## 主要角色
- 熊猫京京
- 马尼亚博士
- 蝈蝈
- 武术大师歪歪
- 小猴子皮皮
- 狐狸宾宾
- 鹦鹉佳佳

## 制作人员
- 总监制：包同之
- 总策划：滕进贤
- 总制片：任振华、姜彦明
- 总导演：王柏荣
- 总编辑：张松林
- 编剧：凌纾、张松林、吴玉中、纪清和
- 艺术顾问：滕进贤
- 制片：钱高高
- 配音导演：周志强
- 台词整理：费贵林
- 配音制片：温海燕
- 配音演员：王丽华、齐杰、王羊、孙湘光、牛宝军、薛白、邹赫威、老强
- 歌曲作词：冰夫、周志强
- 歌曲作曲：邹野
- 音响效果：克莱夫·H·米库摩托（美）
- 音乐编辑：罗恩·肯南（美）
- 后期制作：罗曼（美）、戴娜（美）